# アイドルのいる生活
アイドルのいる生活は、幼馴染のビジネスカップルYouTuber。オタクでありながらイケメン日本代表を自称するミヤビ、そして現役地下アイドルにして永遠の16歳を自称するもかの2人によるチャンネル。アイドルが男と同棲しているという設定を売りに登録者数を伸ばしている。略称は「アイ生」。

## 略歴
2人は小学校からの幼馴染であったが、その後にミヤビが東京都へ引越したため一時期疎遠となった。小学3年生の頃からダンスを習っていたもかは、中学1年生の頃に別の教室への移動を考えていたところ、アイドルのオーディションの広告が目に入り、アイドル生活に魅了されて応募した。受講生時代にBiSを目にしてアイドルへの憧れを強めつつ、2014年にsendai☆syrop のメンバーとしてアイドルデビュー。2015年に腰痛のため活動休止。以降もアイドルグループを転々として活動し、2019年4月「ふたりはみぽもん【仙台】」として再出発した。しかし、2021年6月をもって解散し、現在は主にソロで活動中。
一方、ミヤビはそのまま東京都内の大学へ進学した。受験期に今後の進路に悩んでいた頃、仲間と楽しみながら仕事をしている東海オンエアの様子をYouTube上で目にし、男友達と共にYouTubeデビューを果たした。再生数が伸びず一度は挫折したものの、カップルYouTuberの人気が高まっていたことに着目。この頃上京したもかも新型コロナウイルス感染症の流行を受けてアイドル活動がままならなかったことから、ミヤビが彼女を勧誘して共にYouTuberとしての活動を開始した。なお、YouTuberデビューについて数回の話し合いはあったものの、決定打となったのは打ち合わせなしのカラオケ企画の点数の結果に基づいてデビューするか否かを決める、というものであった。
YouTubeデビュー当初は地下アイドル活動のファンから妬まれたこともあってネット上でのバッシングが大きかったが、チャンネル登録者数100万人を目標に活動する中でファンも増えてきた。後にエイベックスから連絡を受ける。YouTube専門の事務所よりも個性を活かせると考え、2021年3月からエイベックスの運営する avex fav に所属。
2022年9月25日、メンバーのミヤビが無期限活動休止を発表。理由は、以前より相方・萌香に好意を抱いており、9月17日に公開された動画で告白をするも、萌香から「(今までの素行や動画内でのキャラから)本当に好きなのかがわからない」「アイドルもやっていて自分のことで精一杯」と言われ振られた。ミヤビはそのことで、「自分のことしか考えてなかった」と反省し謝り、「少し自分を見つめ直す時間が欲しい」と萌香に相談し、無期限活動休止が決まった。
2022年10月8日の動画内において二人での活動再開が発表された。無期限活動休止を発表し暫くの間、二人は距離を取って生活していた。
その後、萌香は今後の活動や将来について話し合うために、二人の地元へ戻りミヤビを探し出した。馴染みの公園内においてミヤビを発見。ミヤビは驚きと急に現れた萌香に戸惑っている様子であったが、思い出の場所を散策するうちに二人の距離を修復することに成功する。ミヤビは萌香に説得され、ミヤビ自身の夢である「チャンネル登録者数100万人」を目指すため、二人での活動再開を決意した。
2022年10月27日の動画内において、ミヤビはこれまでの経緯からケジメをつけるため同棲を解除した。
2023年1月7日 の動画内において、完全に二人の同棲は解消された。
2023年12月26日 の動画で2人は同棲を再開した。これで動画投稿開始から4回目の引っ越し、6軒目の家である。
2024年7月28日の動画内で事務所を退所したことが発表された。
2025年5月23日、クリエイター事務所Kiiiとエージェント契約を締結したことが発表された。

## メンバー
もか（1998年2月6日（27歳） - ）
- 宮城県出身
- 身長158cm、血液型O型
- 現役地下アイドルであり、永遠の16歳を自称しているが実年齢はミヤビより2歳年上である。[要出典]
- 本名は立花萌香（たちばな もか）。あだ名は「もかち｣。アイドル活動をする際は「もん」という名前を用いている[11]。
- 事務所に配属されている現状を利用して大型企画への挑戦に憧れている[2]。フジテレビ系列『run for money 逃走中』への出演に期待を抱いている。また、コンサートで「セキスイハイムスーパーアリーナを満員にする」というアイドルとしての夢の達成も目指している[3]。

ミヤビ（2000年2月15日（25歳） - ）
- 滋賀県出身（滋賀県生まれ、宮城県育ち）
- 身長177cm、血液型AB型
- 本名は非公開。
- チャンネル名から受ける印象に反してこちらがチャンネルの主人公[2]。もかについて「大きな目標があるけれど、そこに向かうための道筋はない」と評しており、彼女の夢を支援して筋道を作ることを意識している[3]。
- 昔から今に至るまで陰キャであると自称している[3]。